# 423 a. C.
El año 423 a. C. fue un año del calendario romano prejuliano. En el Imperio romano se conocía como el Año del Consulado de Atratino y Ambusto (o, menos frecuentemente, año 331 Ab urbe condita). 

## Acontecimientos
- Brásidas, con la ayuda de Pérdicas II, rey de Macedonia, conquista Anfípolis, defendida por el historiador Tucídides.
- El espartano Brásidas se apodera de las ciudades de Galepso y Torone, tributarias de Atenas. Los atenienses se fortifican en Eyón, en la desembocadura de río Estrimón.
- Un medio hermano de Jerjes II, Sogdiano asesina a Jerjes II y se proclama rey.
- Darío II, Ocos, hijo ilegítimo de Artajerjes I, ejecuta a Sogdiano y sube al trono de Persia
- Paz de Gela (Sicilia). Fin de la guerra entre Siracusa y Catania.
- Ostracismo del estratego e historiador ateniense Tucídides, quien aprovechó el exilio para escribir la Historia de la Guerra del Peloponeso.
- El griego Aristófanes estrena Las nubes.

## Fallecimientos
- Jerjes II, Rey de Persia

- Datos: Q233372